# Хёсслер, Франц
Франц Хёсслер (нем. Franz Hößler; 4 февраля 1906, Обердорф, Бавария, Германская империя, — 13 декабря 1945, Хамельн, Нижняя Саксония, Британская зона оккупации Германии) — оберштурмфюрер СС и начальник лагерной охраны в концентрационных лагерях Освенцим, Дора-Миттельбау и Берген-Бельзен при нацистской Германии во времена Второй мировой войны. Приговорён к смертной казни во время Бельзенского процесса.

## Биография

### Ранние годы
Франц родился в 1906 году в городе Обердорф. Будучи сыном горного мастера, он рано бросил школу, чтобы стать фотографом. Хёсслер устроился складским работником, но был уволен во время Великой депрессии 1930-х годов. 1 ноября 1932 года Франц вступил в НСДАП (билет № 1374713). 15 февраля 1932 года был зачислен в ряды СС (№ 41940). Хёсслер был женат и имел троих детей.
Во время службы в СС Франц Хёсслер дослужился до оберштурмфюрера и стал офицером запаса в войсках СС. После создания концентрационного лагеря Дахау в июле 1933 года он стал первым членом персонала охраны лагеря и позже работал в качестве повара. Франц служил в Дахау до начала Второй мировой войны.

### Аушвиц
В июне 1940 года Хёсслера перевели в недавно открытый концлагерь Аушвиц I, как только в лагерь начали массово поступать первые транспорты с заключенными. Его поставили руководить кухнями лагеря и иногда в качестве руководителя подлагеря (нем. Kommandoführer). В начале 1941 года он стал руководителем работ по техническому обслуживанию (нем. Arbeitsdienstführer) в концлагере. 28 июля 1941 года Франц сопровождал груз в виде 575 отобранных в Аушвице I заключенных в центр эвтаназии Зонненштайн, где заключенные были убиты в рамках «акции 14f13» (согласно которой слабые и больные заключённые умерщвлялись). В июне 1942 года Франц Хёсслер наряду с Отто Моллем и Гансом Аумайером участвовал в убийстве 168 выживших после неудачного восстания в секции наказаний концлагеря Аушвиц I. Также Хёсслер в течение нескольких месяцев 1942 года был ответственным за строительство курорта для СС в городе Живце, так называемого «Золахютте».
После того, как в 1942 году Аушвиц-Биркенау официально расширился до лагеря смерти, Франц Хёсслер занимал там различные посты. С сентября по ноябрь 1942 года в качестве начальника зондеркоманды Хёсслер эксгумировал 107000 трупов из массовых захоронений около Аушвица I, чтобы сжечь тела в новом крематории Аушвица II. Заключенных из зондеркоманды неизменно убивали после окончания процесса. 16 сентября 1942 года, перед введением этого распоряжения, Хёсслер, наряду с Рудольфом Хёссом и Вальтером Деяко, посетил лагерь уничтожения Хелмно для наблюдения за испытаниями, проводимыми Паулем Блобелем.
В то же время Франц Хёсслер, как и раньше, работал в старом крематории главного лагеря Аушвиц I, в том числе умерщвляя узников газом в бункерах. Филип Мюллер, один из немногих членов зондеркоманды, которые выжили в Освенциме, пересказал речь Франца Хёсслера, которую тот произнес, заведомо солгав группе греческих евреев в раздевалке газовых камер:
От имени администрации лагеря я приветствую вас! Это не курорт, а трудовой лагерь. Подобно тому, как наши солдаты рискуют своими жизнями на фронтах, чтобы одержать победу во имя нацистской Германии, вам придется здесь работать на благо новой Европы. Как вы будете решать поставленные задачи, целиком зависит только от вас. Шанс есть у каждого из вас. Мы же будем заботиться о вашем здоровье и щедро оплачивать вашу работу. После войны мы будем оценивать каждого по его заслугам и относиться к нему должным образом.
Теперь, пожалуйста, разденьтесь. Повесьте вашу одежду на крючки, которые мы предусмотрели, и запомните свои номера [крючков]. Когда вы примете ванну, вас всех ждут тарелка супа и кофе или чай. Ах да, пока я не забыл, после ванны приготовьте, пожалуйста, ваши сертификаты, дипломы, аттестаты и любые другие документы, чтобы мы могли устроить каждого согласно его способностям и навыкам.
Если среди вас присутствуют диабетики, которым противопоказано употребление сахара, доложитесь дежурному персоналу после принятия ванн.
Иоганн Пауль Кремер, врач лагеря с 30 августа до 17 ноября 1942 года, так описал в своих показаниях на Первом освенцимском процессе транспортировку 1703 голландских евреев в головной лагерь под управлением Хёсслера:
В связи с операцией по уничтожению газом, о которой я писал в своем дневнике под датой 12.10.1942 г., поясняю, что тогда было убито газом около 1600 голландцев. Это приблизительная цифра, которую я записал на основании услышанного от других. Операцией руководил офицер СС Гёсслер. Помню, что он хотел загнать в один бункер всю группу. Ему удалось это сделать, и только один мужчина никак не мог туда поместиться, тогда Гёсслер застрелил его из пистолета. В связи с этим я пишу в дневнике о жутких сценах перед последним бункером и упоминаю фамилию Гёсслера.
В середине 1943 года Франц Хёсслер начал принимать участие в отборе «арийских» женщин-заключенных для недавно открытого борделя в главном лагере Аушвица I. Им обещали лучшую пищу и уход. В августе его назначили шуцхафтлагерфюрером в женском лагере при Аушвице-Биркенау, куда его направили вместе со старшей надзирательницей Марией Мандель. В этом качестве Хёсслер отвечал за отбор и умерщвление заключенных в газовых камерах. Он сменил в этой должности Пауля Генриха Теодора Мюллера.
В течение короткого промежутка времени, с 15 марта до 15 мая 1944 года, Хёсслер являлся комендантом концентрационного лагеря Неккарэльц в Мосбахе, который являлся подлагерем большого лагерного комплекса Нацвейлер-Штрутгоф, расположенного на территории оккупированной Франции. После вторжения сил союзников во Францию в июне 1944 года Хёсслер вернулся в главный лагерь Освенцима, где он занял пост телохранителя коменданта лагеря до его окончательной эвакуации в январе 1945 года.

### Дора-Миттельбау
В январе 1945 года, когда Красная армия захватила немецкие позиции на Восточном фронте, персонал СС из Освенцима эвакуировали в концентрационный лагерь Дора-Миттельбау. Комендант Освенцима Рихард Бер взял под своё управление часть комплекса Дора, в то время как Хёсслер снова занял пост телохранителя коменданта. 5 апреля, когда американская 3-я бронетанковая дивизия приблизилась к Дора-Миттельбау, Франц Хёсслер принудительно эвакуировал заключенных к железнодорожной станции для отправки во все ещё функционирующий концентрационный лагерь Берген-Бельзен. На последнем этапе путешествия заключенные были доставлены в лагерь маршем смерти.

### Берген-Бельзен

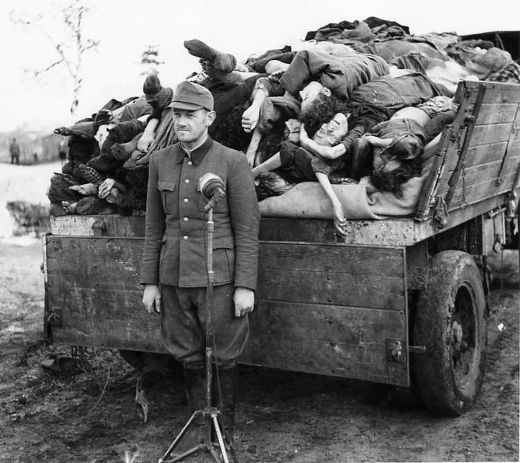
Франц Хёсслер в Берген-Бельзене

8 апреля Франц Хёсслер прибыл со своим транспортом в Берген-Бельзен и занял пост заместителя коменданта лагеря Йозефа Крамера. В лагере он непосредственно занимался расстрелом заключенных вплоть до освобождения концлагеря. 15 апреля Хёсслер был найден британскими солдатами скрывающимся среди заключенных в камуфляжной одежде и был задержан вместе с оставшимися сотрудниками лагеря. Задержанным эсэсовцам было приказано похоронить тысячи трупов, лежавших на территории лагеря в местах массовых захоронений.

### Судебный процесс и казнь
Франц Хёсслер и 44 человека из персонала лагеря предстали перед судом в рамках Бельзенского процесса в Люнебурге. Процесс длился в течение двух месяцев с 17 сентября по 17 ноября 1945 года. Во время суда Анита Ласкер дала показания, что Хёсслер участвовал в отборе узников в газовые камеры. 17 ноября Хёсслера приговорили к смертной казни через повешение. Приговор был приведен в исполнение 13 декабря британским палачом Альбертом Пирпойнтом в хамельнской тюрьме.